# Ján Klimko
Ján Klimko (* 30. Juli 1960 in Zlatá Baňa, Okres Prešov) ist ein ehemaliger tschechoslowakischer Nordischer Kombinierer und heutiger Trainer. Er nahm an zwei Olympischen Winterspielen teil und war in den 1980er Jahren der erfolgreichste Kombinierer der Tschechoslowakei.

## Werdegang
Klimko, der für den Wintersportverein Ruda Hvežda Štrbske Pléso startete, trat erstmals im Januar 1979 beim Juniorenwettkampf des Schwarzwaldpokals in Schonach international in Erscheinung und belegte dabei den vierten Platz. Für die Saison 1979/80 wurde er erstmals in den tschechoslowakischen Kader aufgenommen, kam allerdings kaum zu internationalen Einsätzen. Auch in der Saison 1980/81 nahm er vorrangig an Wettbewerben im nationalen Kontext teil und konnte dabei seinen ersten tschechoslowakischen Meistertitel in Harrachov gewinnen. Diesen Erfolg konnte er im darauffolgenden Jahr in Štrbské Pleso wiederholen und zudem zum Saisonabschluss 1981/82 gemeinsam mit Vladimír Frák und Miroslav Kopal den ersten Platz beim Teamwettbewerb des Tatra-Pokals belegen. Einen großen Sprung vollzog Klimko im Winter 1982/83, in dem er auch auf internationaler Ebene erfolgreich war. So belegte er Mitte Januar 1983 den zweiten Platz hinter Stanisław Kawulok beim Beskiden-Pokal in Wisła, ehe er eine Woche später den Kombinationswettkampf des Czech-Marusarzówna-Memorial in Zakopane gewann. Nachdem er im Februar seinen dritten Meistertitel holte, erreichte er beim hochklassig besetzen vorolympischen Wettkampf in Sarajevo den dritten Rang. Als Dritter beim Tatra-Pokal in Štrbske Pléso schloss er die Saison mit einer weiteren Podestplatzierung ab.
Klimko nahm am Wochenende des 17. und 18. Dezembers 1983 in Seefeld am historisch ersten Weltcup-Wettbewerb in der Nordischen Kombination teil und verpasste als Sechzehnter knapp die Punkteränge. Nachdem er bei den tschechoslowakischen Meisterschaften in Štrbské Pleso erneut den Meistertitel vor Miroslav Kopal und Vladimír Frák gewonnen hatte, wurde er für die Olympischen Winterspiele 1984 in Sarajevo nominiert. Mit einer ausgeglichenen Leistung im Sprung- und Langlauf belegte er den 22. Platz. Da in diesem Jahr noch kein Staffelwettbewerb ins olympische Programm aufgenommen worden war, fand dieser rund einen Monat später im Rahmen der nordischen Skiweltmeisterschaften in Rovaniemi statt. Dabei belegte Klimko gemeinsam mit František Repka und Miroslav Kopal den sechsten Rang. Die Saison schloss er mit einem weiteren sechzehnten Platz beim Tatra Pokal im heimischen Štrbske Pléso punktlos ab.
Bei den Nordischen Skiweltmeisterschaften 1985 in Seefeld belegte Klimko Rang 15. Da die Resultate der Weltmeisterschaften auch in die Weltcup-Wertung 1984/85 einflossen, gewann er zudem seinen ersten Weltcup-Punkt. Darüber hinaus wurde er in Seefeld gemeinsam mit Karol Tatranský und František Repka Achter im 3×10-km-Staffelwettbewerb von der Normalschanze. Im weiteren Saisonverlauf erreichte er weitere zweimal die Punkteränge im Weltcup, wobei der siebte Rang beim Holmenkollen-Skifestival in Oslo herausstach. Zum Saisonende gewann er erneut den Tatra-Pokal, welcher in diesem Jahr nicht zum Weltcup-Kalender gehörte. Im Winter 1985/86 kam Klimko bei seinem ersten Saisoneinsatz in Oberwiesenthal auf den 15. Platz, ehe er nach dem Jahreswechsel in Schonach und Murau als 19. und 16. weitere Punktgewinne jeweils knapp verpasste. Nachdem er an den skandinavischen Stationen nicht teilgenommen hatte, beendete er die Saison mit dem neunten Platz in Štrbské Pleso und wurde damit mit acht Punkten 26. der Gesamtweltcupwertung.
Seine wohl erfolgreichste Weltcup-Saison absolvierte er im Winter 1986/87. So ging er beim Ein-Tages-Wettkampf nach der Gundersen-Methode in Oberwiesenthal als Zweiter auf die Loipe, auf der er nur einen Rang verlor und schließlich hinter Hippolyt Kempf und Allar Levandi als erster Tschechoslowake das Weltcup-Podest erreichte. Bei den Nordischen Skiweltmeisterschaften 1987 in Oberstdorf wurde er Siebter. Des Weiteren belegte er gemeinsam mit Miroslav Kopal und František Repka zunächst den elften, schließlich aufgrund der nachträglichen Disqualifikation Kerry Lynchs und der USA den zehnten Platz. Bei der Winter-Universiade Ende Februar 1987 in Štrbské Pleso wurde Klimko zudem Universiadesieger in der Nordischen Kombination. In der Weltcup-Gesamtwertung erreichte er den 16. Platz, was seine Karrierebestleistung darstellte. An diese Leistungen konnte er in der darauffolgenden Saison nicht mehr anknüpfen, sodass er keine Weltcup-Punkte erzielen konnte. Dennoch wurde er für den Saisonhöhepunkt bei den Olympischen Winterspielen 1988 in Calgary nominiert. Dabei belegte er im Einzelwettkampf den 27. Platz, womit er drittbester Tschechoslowake wurde und somit auch am Teamwettbewerb teilnahm. Diesen schloss er gemeinsam mit Ladislav Patráš und Miroslav Kopal auf dem sechsten Platz ab. Bei den tschechoslowakischen Meisterschaften 1988 in Štrbské Pleso wurde Klimko Fünfter, womit ihm erstmals die Titelverteidigung misslang. In der Saison 1988/89 tat sich Klimko weiterhin schwer. Als Achtzehnter in Saalfelden verpasste er noch knapp die Punkteränge, welche im weiteren Saisonverlauf in weitere Ferne rückten. Inzwischen war er in der nationalen Hierarchie deutlich gesunken, was sich im neunten Platz bei den tschechoslowakischen Meisterschaften 1989 in Harrachov manifestierte. Daher war er bei einigen Weltcup-Stationen nicht mehr Teil des tschechoslowakischen Kaders gewesen. Nach der Saison beendete er seine Karriere.
Nach seiner Karriere als Nordischer Kombinierer blieb Klimko dem Wintersport als Trainer verbunden. So war er von 2008 an beim polnischen Skiverband im Skilanglauf tätig und von 2011 an der Nationaltrainer des polnischen Herren-Langlaufteams. Später war er polnischer Nationaltrainer in der Nordischen Kombination.

## Statistik

### Platzierungen bei Olympischen Winterspielen
| Jahr und Ort  | Wettbewerb | Wettbewerb | Wettbewerb |
| Jahr und Ort  | Gundersen  | Team       |            |
| ------------- | ---------- | ---------- | ---------- |
| 1984 Sarajevo | 22.        | –          |            |
| 1988 Calgary  | 27.        | 06.        |            |

### Platzierungen bei Weltmeisterschaften
| Jahr und Ort     | Wettbewerb | Wettbewerb | Wettbewerb |
| Jahr und Ort     | Gundersen  | Team       |            |
| ---------------- | ---------- | ---------- | ---------- |
| 1984 Rovaniemi 1 | 22.        | 06.        |            |
| 1985 Seefeld     | 15.        | 08.        |            |
| 1987 Oberstdorf  | 07.        | 10.        |            |

### Weltcup-Platzierungen
| Saison  | Platz | Punkte |
| ------- | ----- | ------ |
| 1984/85 | 22.   | 13     |
| 1985/86 | 26.   | 08     |
| 1986/87 | 16.   | 23     |

## Auszeichnungen
- SOŠV-Medaille 2011[11]